# Conseil consultatif (Yémen)
Pour les autres articles nationaux ou selon les autres juridictions, voir Conseil consultatif.
Le Conseil consultatif (en arabe : ﻣﺠﻠﺲ ﺍﻟشورَى romanisé : Majlis al-Choura) est la chambre haute du parlement du Yémen, dont la Chambre des représentants est la chambre basse. Il est créé en 1994, et élargi et renforcé le 19 novembre 2000, par des amendements à la Constitution, adoptés par référendum le 20 février 2001.
Au début de la guerre civile yéménite, les Houthis proposent de l'élargir et de le rebaptiser Conseil populaire de transition.

## Composition et nomination
Le Conseil consultatif est composé de 111 membres nommés par décret du président de la République. Les conseillers ne peuvent pas être membre de la Chambre des représentants, ni des assemblées locales. Ils devront être âgées d'au moins 40 ans.

## Compétences
Le conseil est consultatif. Son bureau intervient pour approuver la liste des candidats à l'élection présidentielle. Son accord est requis pour l'adoption de toute loi relative à la mise en œuvre du plan socio-économique ou ayant trait aux questions de défense, des frontières, des alliances et de la paix.

## Présidence
- Président :
  - Ahmed ben Dagher (loyaliste)
  - Mohammed Hussein al-Aïdarous (houthiste)
- Secrétaire général : Najib Salem